# Драфт НБА 2011
Драфт НБА 2011 року відбувся 23 червня в Пруденшл-центрі в Нюарку. Його транслювала телекомпанія ESPN. Команди Національної баскетбольної асоціації (NBA) по черзі вибирали найкращих випускників коледжів, а також інших кандидатів, офіційно зареєстрованих для участі в драфті, зокрема іноземців. Клівленд Кавальєрс мав перший драфт-пік завдяки попередній торгівлі за участю Лос-Анджелес Кліпперс. Вони вибрали розігруючого захисника Кайрі Ірвінга з команди Дьюк. Із 60 задрафтованих гравців: 7 були фрешменами, 7 - софоморами, 14 - джуніорами і 19 - сеніорами, 12 були гравцями з інших країн без досвіду гри в коледжах (зокрема перший обраний гравець з Катару) і 1 був з D-Ліги.

## Драфт
| РЗ | Розігруючий захисник | АЗ | Атакувальний захисник | ЛФ | Легкий форвард | ВФ | Важкий форвард | C | Центровий |

| ^ | Позначає гравців, обраних у Баскетбольну залу слави Нейсміта                                                        |
| * | Позначає гравців, які взяли участь принаймні в одній грі матчу всіх зірок НБА і потрапили до Збірної всіх зірок НБА |
| + | Позначає гравців, які взяли участь принаймні в одній грі матчу всіх зірок НБА                                       |
| x | Позначає гравців, які принаймні один раз потрапили до Збірної всіх зірок НБА                                        |
| # | Позначає гравців, які жодного разу не грали в регулярному сезоні НБА або плей-оф                                    |

| Раунд | Вибір | Гравець             | Позиція | Громадянство | Команда НБА                                                                           | Коледж/Клуб                  |
| ----- | ----- | ------------------- | ------- | ------------ | ------------------------------------------------------------------------------------- | ---------------------------- |
| 1     | 1     | Кайрі Ірвінг*       | РЗ      | США          | Клівленд Кавальєрс (від ЛА Кліпперс)[a]                                               | Дьюк (Фр.)                   |
| 1     | 2     | Деррік Вільямс      | ЛФ/ВФ   | США          | Міннесота Тімбервулвз                                                                 | Аризона (Соф.)               |
| 1     | 3     | Енес Кантер         | Ц       | Туреччина    | Юта Джаз (від Нью-Джерсі)[b]                                                          | Кентуккі (Фр.)               |
| 1     | 4     | Трістан Томпсон     | ВФ      | Канада       | Клівленд Кавальєрс                                                                    | Техас (Фр.)                  |
| 1     | 5     | Йонас Валанчюнас    | Ц       | Литва        | Торонто Репторз[c]                                                                    | Летувос Рітас (Литва)        |
| 1     | 6     | Ян Веселий          | ВФ      | Чехія        | Вашингтон Візардс                                                                     | Партизан Белград (Сербія)    |
| 1     | 7     | Бісмак Бійомбо      | Ц       | ДР Конго     | Сакраменто Кінґс (проданий у Шарлотт)[A]                                              | Фуенлабрада (Іспанія)        |
| 1     | 8     | Брендон Найт        | РЗ      | США          | Детройт Пістонс                                                                       | Кентуккі (Фр.)               |
| 1     | 9     | Кемба Вокер+        | РЗ      | США          | Шарлот Бобкетс                                                                        | Коннектикут (Дж.)            |
| 1     | 10    | Джиммер Фредетт     | РЗ/АЗ   | США          | Мілвокі Бакс (проданий у Сакраменто)[A]                                               | УБЯ (Ср.)                    |
| 1     | 11    | Клей Томпсон*       | АЗ      | США          | Голден-Стейт Ворріорс                                                                 | Вашингтон Стейт (Дж.)        |
| 1     | 12    | Алек Беркс          | АЗ      | США          | Юта Джаз                                                                              | Колорадо (Соф.)              |
| 1     | 13    | Маркіфф Морріс      | ВФ      | США          | Фінікс Санз                                                                           | Канзас (Дж.)                 |
| 1     | 14    | Маркус Морріс       | ВФ/ЛФ   | США          | Х'юстон Рокетс                                                                        | Канзас (Дж.)                 |
| 1     | 15    | Каві Леонард*       | ЛФ      | США          | Індіана Пейсерз (проданий у Сан-Антоніо)[B]                                           | Сан-Дієго Стейт (Соф.)       |
| 1     | 16    | Никола Вучевич      | C       | Чорногорія   | Філадельфія Севенті-Сіксерс                                                           | УПК (Дж.)                    |
| 1     | 17    | Іман Шамперт        | АЗ      | США          | Нью-Йорк Нікс                                                                         | Джорджия Тек (Дж.)           |
| 1     | 18    | Кріс Сінглтон       | ЛФ      | США          | Вашингтон Візардс (від Атланта)[d]                                                    | Флорида Стейт (Дж.)          |
| 1     | 19    | Тобіас Гарріс       | ЛФ      | США          | Шарлот Бобкетс (від Нью-Орлінс через Портленд,[e] проданий у Мілвокі)[A]              | Теннессі (Фр.)               |
| 1     | 20    | Донатас Мотєюнас    | ВФ      | Литва        | Міннесота Тімбервулвз (від Мемфіс через Юта,[f] проданий у Х'юстон)[C]                | Бенеттон Тревізо (Італія)    |
| 1     | 21    | Нолан Сміт          | РЗ      | США          | Портленд Трейл-Блейзерс                                                               | Дьюк (Ср.)                   |
| 1     | 22    | Кеннет Фарід        | ВФ      | США          | Денвер Наггетс                                                                        | Моргід Стейт (Ср.)           |
| 1     | 23    | Никола Миротич      | ВФ      | Іспанія      | Х'юстон Рокетс (від Орландо через Фінікс,[g] проданий у Чикаго через Міннесота)[C][D] | Реал Мадрид (Іспанія)        |
| 1     | 24    | Реджі Джексон       | РЗ      | США          | Оклахома-Сіті Тандер                                                                  | Бостонський коледж (Дж.)     |
| 1     | 25    | МарШон Брукс        | АЗ      | США          | Бостон Селтікс (проданий у Нью-Джерсі)[E]                                             | Провіденс (Ср.)              |
| 1     | 26    | Джордан Гамільтон   | АЗ      | США          | Даллас Маверікс (проданий у Денвер)[F]                                                | Техас (Соф.)                 |
| 1     | 27    | Джахуан Джонсон     | ВФ      | США          | Нью-Дже́рсі Нетс (від ЛА Лейкерс,[h] проданий у Бостон)[E]                             | Пердью (Ср.)                 |
| 1     | 28    | Норріс Коул         | РЗ      | США          | Чикаго Буллз (від Маямі через Торонто,[c] проданий у Маямі через Міннесота)[D][G]     | Клівленд Стейт (Ср.)         |
| 1     | 29    | Корі Джозеф         | РЗ      | Канада       | Сан-Антоніо Сперс                                                                     | Техас (Фр.)                  |
| 1     | 30    | Джиммі Батлер*      | АЗ      | США          | Чикаго Буллз                                                                          | Маркетт (Ср.)                |
| 2     | 31    | Боян Богданович     | ЛФ/АЗ   | Хорватія     | Маямі Гіт (від Міннесота,[i] проданий у Нью-Джерсі через Міннесоту)[G][H]             | Цибона (Хорватія)            |
| 2     | 32    | Джастін Гарпер      | ВФ      | США          | Клівленд Кавальєрс (проданий у Орландо)[I]                                            | Ричмонд (Ср.)                |
| 2     | 33    | Кайл Сінглер        | ЛФ      | США          | Детройт Пістонс (від Торонто)[j]                                                      | Дьюк (Ср.)                   |
| 2     | 34    | Шелвін Мек          | РЗ      | США          | Вашингтон Візардс                                                                     | Батлер (Дж.)                 |
| 2     | 35    | Тайлер Ганікатт     | ЛФ      | США          | Сакраменто Кінґс                                                                      | УКЛА (Соф.)                  |
| 2     | 36    | Джордан Вільямс     | ВФ      | США          | Нью-Дже́рсі Нетс                                                                       | Меріленд (Соф.)              |
| 2     | 37    | Трей Томпкінс       | ВФ      | США          | Лос-Анджелес Кліпперс (від Детройт)[k]                                                | Джорджия (Дж.)               |
| 2     | 38    | Чендлер Парсонс     | ЛФ      | США          | Х'юстон Рокетс (від ЛА Кліпперс)[l][C]                                                | Флорида (Ср.)                |
| 2     | 39    | Джеремі Тайлер      | ВФ      | США          | Шарлот Бобкетс (проданий у Голден-Стейт)[J]                                           | Токіо Апачі (Японія)         |
| 2     | 40    | Джон Луер           | ВФ      | США          | Мілвокі Бакс                                                                          | Вісконсин (Ср.)              |
| 2     | 41    | Даріус Морріс       | РЗ      | США          | Лос-Анджелес Лейкерс (від Голден-Стейт через Нью-Джерсі)[h]                           | Мічиган (Соф.)               |
| 2     | 42    | Давіс Бертанс       | ЛФ      | Латвія       | Індіана Пейсерз (проданий у Сан-Антоніо)[B]                                           | Юніон Олімпія (Словенія)     |
| 2     | 43    | Малкольм Лі         | АЗ      | США          | Чикаго Буллз (від Юта,[m] проданий у Міннесота)[D]                                    | УКЛА (Дж.)                   |
| 2     | 44    | Чарлз Дженкінс      | РЗ      | США          | Голден-Стейт Ворріорс (від Фінікс через Чикаго)[n]                                    | Гофстра (Ср.)                |
| 2     | 45    | Джош Гарреллсон     | Ц       | США          | Нью-Орлінс Горнетс (від Філадельфія,[o] проданий у Нью-Йорк)[K]                       | Кентуккі (Ср.)               |
| 2     | 46    | Ендрю Гуделок       | РЗ      | США          | Лос-Анджелес Лейкерс (від Нью-Йорк)[p]                                                | Чарльстонський коледж (Ср.)  |
| 2     | 47    | Тревіс Леслі        | АЗ      | США          | Лос-Анджелес Кліпперс (від Х'юстон)[l]                                                | Джорджия (Дж.)               |
| 2     | 48    | Кіт Бенсон          | Ц       | США          | Атланта Гокс                                                                          | Окленд (Ср.)                 |
| 2     | 49    | Джош Селбі          | РЗ      | США          | Мемфіс Ґріззліс                                                                       | Канзас (Фр.)                 |
| 2     | 50    | Лавой Аллен         | ВФ      | США          | Філадельфія Севенті-Сіксерс (від Нью-Орлінс)[o]                                       | Темпл (Ср.)                  |
| 2     | 51    | Джон Діблер#        | АЗ      | США          | Портленд Трейл-Блейзерс                                                               | Огайо Стейт (Ср.)            |
| 2     | 52    | Вернон Макклін      | ВФ      | США          | Детройт Пістонс (від Денвер)[q]                                                       | Флорида (Ср.)                |
| 2     | 53    | ДеАндре Ліггінс     | АЗ      | США          | Орландо Меджик                                                                        | Кентуккі (Дж.)               |
| 2     | 54    | Мілан Мачван#       | ВФ      | Сербія       | Клівленд Кавальєрс (від Оклахома Сіті через Маямі)[r]                                 | Маккабі Тель-Авів (Ізраїль)  |
| 2     | 55    | Ітуан Мур           | АЗ      | США          | Бостон Селтікс                                                                        | Пердью (Ср.)                 |
| 2     | 56    | Чуквудібере Маубум# | ВФ      | Нігерія      | Лос-Анджелес Лейкерс (проданий у Денвер)[L]                                           | Бейкерсфілд Джем (D-Ліга)    |
| 2     | 57    | Тангі Нгомбо#       | ЛФ      | Катар        | Даллас Маверікс (проданий у Портленд)[F]                                              | Ар-Райян (Катар)             |
| 2     | 58    | Атер Маджок#        | ВФ      | Австралія    | Лос-Анджелес Лейкерс (від Маямі)[s]                                                   | Голд Коуст Блейз (Австралія) |
| 2     | 59    | Адам Ганга#         | АЗ      | Угорщина     | Сан-Антоніо Сперс                                                                     | Albacomp (Угорщина)          |
| 2     | 60    | Айзея Томас*        | РЗ      | США          | Сакраменто Кінґс (від Чикаго через Мілвокі)[t]                                        | Вашингтон (Дж.)              |

1. ↑  Громадянство означає національну збірну гравця, або яку країну він представляє. Якщо гравець не грав на міжнародному рівні, тоді цей пункт означає за збірну якої країни він може грати за правилами FIBA.
2. ↑  Кайрі Ірвінг народився в Австралії, від американських батьків, а потім у два роки повернувся в США. Має подвійне громадянство США і Австралії, але грав за збірну США.[2]
3. ↑  Енес Кантер народився у Швейцарії від турецьких батьків. Він грав за збірну Туреччини.[3]
4. ↑  Хоча Енес Кантер вступив у Кентуккі, але він там ніколи не грав, оскільки NCAA не дала йому право грати, бо він отримував зарплатню як професійний баскетболіст у команді Фенербахче Улькер у сезоні 2008–2009.[4]
5. ↑  Никола Вучевич народився у Швейцарії від югославських батьків. Він грав за збірну Чорногорії.[5]
6. ↑  Никола Миротич народився в СР Чорногорії, яка була частиною СФРЮ (тепер Чорногорія) від чорногорсько-іспанських батьків. Він грав за збірну Іспанії.[6]
7. ↑  Реджі Джексон народився в Італії від американських батьків.[7]
8. ↑  Боян Богданович народився в СР Боснії і Герцеговині, яка була частиною СФРЮ (тепер Боснія і Герцеговина), але грав за збірну Хорватії.[8]
9. ↑  Боян Богданович грав за Цибону Загреб під час сезону 2010–2011 season, але 20 червня 2011 з ним підписав контракт Фенербахче Улькер (Туреччина).[9]
10. ↑  Мілан Мачван народився в СР Хорватії, яка була частиною СФРЮ (тепер Хорватія), але грав за збірну Сербії.[10]
11. ↑  Тангі Нгомбо народився Конго. Він також є натуралізованим громадянином Катару і грає за збірну цієї країни.[11][12][13]
12. ↑  Атер Маджок народився в Судані. Також він є натуралізованим громадянином Австралії й грав за збірну цієї країни.[14]
13. ↑  Адам Ганга грав за Albacomb під час сезону 2010–2011, але 27 травня 2011 з ним підписав контракт Манреса (Іспанія) on May 27, 2011.[15]

## Помітні гравці, яких не задрафтовано
Цих гравців не вибрала жодна з команд на драфті НБА 2011, але вони зіграли в НБА принаймні одну гру.
| Гравець              | Позиція | Громадянствос   | Коледж/Клуб                   |
| -------------------- | ------- | --------------- | ----------------------------- |
| Двайт Бюйкс          | РЗ      | США             | Маркетт (Sr.)                 |
| Малкольм Делані      | З       | США             | Вірджинія Тек (Sr.)           |
| Зоран Драгич         | З/Ф     | Словенія        | KK Krka (Словенія)            |
| Діанте Гарретт       | З       | США             | Айова Стейт (Sr.)             |
| Бен Гансбро          | З       | США             | Нотр-Дам (Sr.)                |
| Корі Гіггінс         | З       | США             | Колорадо (Sr.)                |
| Джастін Голідей      | Ф       | США             | Вашингтон (Sr.)               |
| Джон Голланд         | АЗ      | США Пуерто-Рико | Бостонський університет (Sr.) |
| Скотті Гопсон        | АЗ      | США             | Теннессі (Jr.)                |
| Ді Джей Кеннеді      | З/Ф     | США             | Сент Джонс (Sr.)              |
| Міндаугас Кузмінскас | ЛФ      | Литва           | Жальгіріс (Литва)             |
| Калін Лукас          | РЗ      | США             | Мічиган Стейт (Sr.)           |
| Віллі Рід            | Ф/Ц     | США             | Сент-Луїс (So.)               |
| Ксав'є Сілас         | З       | США             | Північний Іллінойс (Sr.)      |
| Грег Сміт            | Ц       | США             | Фресно Стейт (So.)            |
| Алекс Стівенсон      | ВФ      | США             | УПК (Sr.)                     |
| Джуліан Стоун        | АЗ      | США             | UTEP (Sr.)                    |
| Малкольм Томас       | Ф       | США             | Сан-Дієго Стейт (Sr.)         |
| Майкл Томпсон        | Ф/З     | США             | Пеппердайн (Sr.)              |
| Кріс Райт            | Ф       | США             | Дейтон (Sr.)                  |
| Кріс Райт            | РЗ      | США             | Джорджтаун (Sr.)              |

## Драфтова лотерея
НБА щорічно проводить лотерею перед драфтом, щоб визначити порядок вибору на драфті командами, які не потрапили до плей-оф у попередньому сезоні. Кожна команда, яка не потрапила до плей-оф, має шанс виграти один з трьох перших виборів, проте клуби, які показали найгірше співвідношення перемог до поразок у минулому сезоні, мають найбільші шанси на це. Після того, як визначено перші три вибори, решта команд відсортовуються відповідно до їх результатів у попередньому сезоні. Для команд з однаковим співвідношенням перемог до поразок 15 квітня НБА провела кидання жереба.
Лотерея відбулась 17 травня в Секаукусі (Нью-Джерсі. Клівленд Кавальєрс, який отримав драфт-пік Лос-Анджелес Кліпперс першого раунду, виграв лотерею. Кавальєрс мали шанс 22.7% на виграш, 19.9% - їх власного і 2.8% - від Кліпперс. Однак, їхня лотерейна виграшна комбінація прийшла від вибору Кліпперс, який мав значно менші шанси. Міннесота Тімбервулвз, яка мала найгірше співвідношення перемог до поразок і найбільші шанси, виграла другий драфт-пік. Юта Джаз, яка придбала драфт-пік Нью-Дже́рсі Нетс першого раунду, виграла третій вибір.
Нижче вказано шанси для кожної з команд витягнути певний номер під час драфтової лотереї 2011 року, числа округлено до третьої цифри після коми.
| ^ | Позначає дійсні результати лотереї |

| Команда                   | Результати в сезоні 2010–2011 | Шанси в лотереї | Вибір | Вибір | Вибір | Вибір | Вибір | Вибір | Вибір | Вибір | Вибір | Вибір | Вибір | Вибір | Вибір | Вибір |
| Команда                   | Результати в сезоні 2010–2011 | Шанси в лотереї | 1-й   | 2-й   | 3-й   | 4-й   | 5-й   | 6-й   | 7-й   | 8-й   | 9-й   | 10-й  | 11-й  | 12-й  | 13-й  | 14-й  |
| ------------------------- | ----------------------------- | --------------- | ----- | ----- | ----- | ----- | ----- | ----- | ----- | ----- | ----- | ----- | ----- | ----- | ----- | ----- |
| Міннесота Тімбервулвз     | 17–65                         | 250             | ,250  | ,215^ | ,178  | ,357  | —     | —     | —     | —     | —     | —     | —     | —     | —     | —     |
| Клівленд Кавальєрс        | 19–63                         | 199             | ,199  | ,188  | ,171  | ,319^ | ,123  | —     | —     | —     | —     | —     | —     | —     | —     | —     |
| Торонто Репторз           | 22–60                         | 156             | ,156  | ,157  | ,156  | ,226  | ,265^ | ,040  | —     | —     | —     | —     | —     | —     | —     | —     |
| Вашингтон Візардс         | 23–59                         | 119             | ,119  | ,126  | ,133  | ,099  | ,351  | ,161^ | ,013  | —     | —     | —     | —     | —     | —     | —     |
| Сакраменто Кінґс          | 24–58                         | 76              | ,076  | ,084  | ,095  | —     | ,261  | ,386  | ,093^ | ,004  | —     | —     | —     | —     | —     | —     |
| Нью-Дже́рсі Нетс1[›]       | 24–58                         | 75              | ,075  | ,083  | ,094^ | —     | —     | ,413  | ,294  | ,039  | ,001  | —     | —     | —     | —     | —     |
| Детройт Пістонс           | 30–52                         | 43              | ,043  | ,049  | ,058  | —     | —     | —     | ,599  | ,232^ | ,018  | ,000  | —     | —     | —     | —     |
| Лос-Анджелес Кліпперс2[›] | 32–50                         | 28              | ,028^ | ,033  | ,039  | —     | —     | —     | —     | ,725  | ,168  | ,008  | ,000  | —     | —     | —     |
| Шарлот Бобкетс            | 34–48                         | 17              | ,017  | ,020  | ,024  | —     | —     | —     | —     | —     | ,813^ | ,122  | ,004  | ,000  | —     | —     |
| Мілвокі Бакс              | 35–47                         | 11              | ,011  | ,013  | ,016  | —     | —     | —     | —     | —     | —     | ,870^ | ,089  | ,002  | ,000  | —     |
| Голден-Стейт Ворріорс     | 36–46                         | 8               | ,008  | ,009  | ,012  | —     | —     | —     | —     | —     | —     | —     | ,907^ | ,063  | ,001  | ,000  |
| Юта Джаз                  | 39–43                         | 7               | ,007  | ,008  | ,010  | —     | —     | —     | —     | —     | —     | —     | —     | ,935^ | ,039  | ,000  |
| Фінікс Санз               | 40–42                         | 6               | ,006  | ,007  | ,009  | —     | —     | —     | —     | —     | —     | —     | —     | —     | ,960^ | ,018  |
| Х'юстон Рокетс            | 43–39                         | 5               | ,005  | ,006  | ,007  | —     | —     | —     | —     | —     | —     | —     | —     | —     | —     | ,982^ |

^ 1: Драфт-пік Нью-Дже́рсі Нетс перейшов до Юта Джаз.[b]

^ 2: Драфт пік Лос-Анджелес Кліпперс перейшов до Клівленд Кавальєрс.[a]